# Rafael Kazior
Rafael Kazior (* 7. Februar 1983 in Gliwice, Polen als Rafał Tomasz Kazior) ist ein ehemaliger deutscher Fußballspieler polnischer Herkunft.

## Karriere
Der Stürmer begann seine Profikarriere beim FC St. Pauli. 2003 wechselte er zum MSV Duisburg, wo er seine ersten Erfahrungen in der 2. Fußball-Bundesliga (vier Spiele) sammelte. 2004 ging er dann zu Wacker Burghausen, wo er insgesamt zwei Jahre spielte, ehe er zu Holstein Kiel wechselte. Mit Kiel stieg er in die Oberliga ab. In der Saison 2007/08 spielte er für Rot-Weiss Essen in der Regionalliga Nord, verpasste mit dem Klub durch Tabellenplatz 12 jedoch die Qualifikation zur neu geschaffenen 3. Liga. Daraufhin wechselte Kazior zum Hamburger SV, wo er die folgenden drei Jahre in der Reservemannschaft spielte. Seit Sommer 2015 spielte er für zweite Mannschaft von Werder Bremen. Im Sommer 2018 beendete er seine aktive Karriere und wechselte in das Videoanalyseteam von Werder Bremen.
In seiner Profikarriere bestritt er 55 Zweitligaspiele (3 Tore), 203 Drittligaspiele (33 Tore) und 207 Regionalligaspiele (50 Tore).